# Claude Lanzmann
Pour les articles homonymes, voir Lanzmann.
Claude Lanzmann est un journaliste, écrivain, cinéaste et producteur de cinéma français, né le 27 novembre 1925 à Bois-Colombes et mort le 5 juillet 2018 dans le 12e arrondissement de Paris,.
Ancien résistant, il est notamment le réalisateur de Shoah, film documentaire monumental consacré à l’extermination des Juifs d'Europe par les nazis, inscrit en mai 2023 au registre de la Mémoire du monde de l'UNESCO. Collaborateur de la revue Les Temps modernes à partir de 1952, il en est le directeur de 1986 à sa mort en 2018.
Alors que sa famille a des origines juives, Claude Lanzmann grandit « [sans] l'ombre d'une quelconque éducation juive que ce soit, ni religieuse, ni culturelle », avant de découvrir Israël en 1952 et d'y être « viscéralement attaché ».

## Biographie

### Enfance et formation
Claude Lanzmann est né dans une famille dont les différentes branches sont originaires des communautés juives ashkénazes, immigrées en France à la fin du XIXe siècle.
La famille de son grand-père paternel, Itzhak Lanzmann, vient d'un shtetl près de Minsk en Biélorussie. Prenant le prénom de Léon, il épousa à Paris Anna, venant de Riga et devint marchand en mobilier ancien rue Drouot. De leur union naît en 1900, Armand, père de Claude Lanzmann. Itzhak naturalisé en 1913 sera versé dans l'infanterie de 1re ligne entre 1914 et 1918.
Sa mère, Pauline, dite Paulette, Grobermann (1903-1995) est née sur un navire entre Odessa et Marseille : ses parents, Yankel et Perl Grobermann, sont originaires de Kichinev, en Bessarabie. Établis en région parisienne, ils créent une affaire de brocante, puis deviennent antiquaires pendant la Première Guerre mondiale, fournissant les jeunes studios américains en décors. Ils élèvent leurs enfants « [sans] l’ombre d'une quelconque éducation juive que ce soit, ni religieuse, ni culturelle ». Ce n'est qu'en 1952 que  Claude Lanzmann découvre Israël et s'y sent depuis « viscéralement attaché ».
En 1934, à la suite du divorce de ses parents, Claude, son frère cadet Jacques (écrivain, scénariste et parolier) et sa sœur Évelyne (Évelyne Rey, actrice de théâtre), emmenés par leur père, vont vivre à Brioude, en Haute-Loire. Ils y restent jusqu'en septembre 1938 ; lorsque la famille retourne à Paris, Claude poursuit ses études au lycée Condorcet, où il découvre l’antisémitisme.

### La guerre et la Résistance

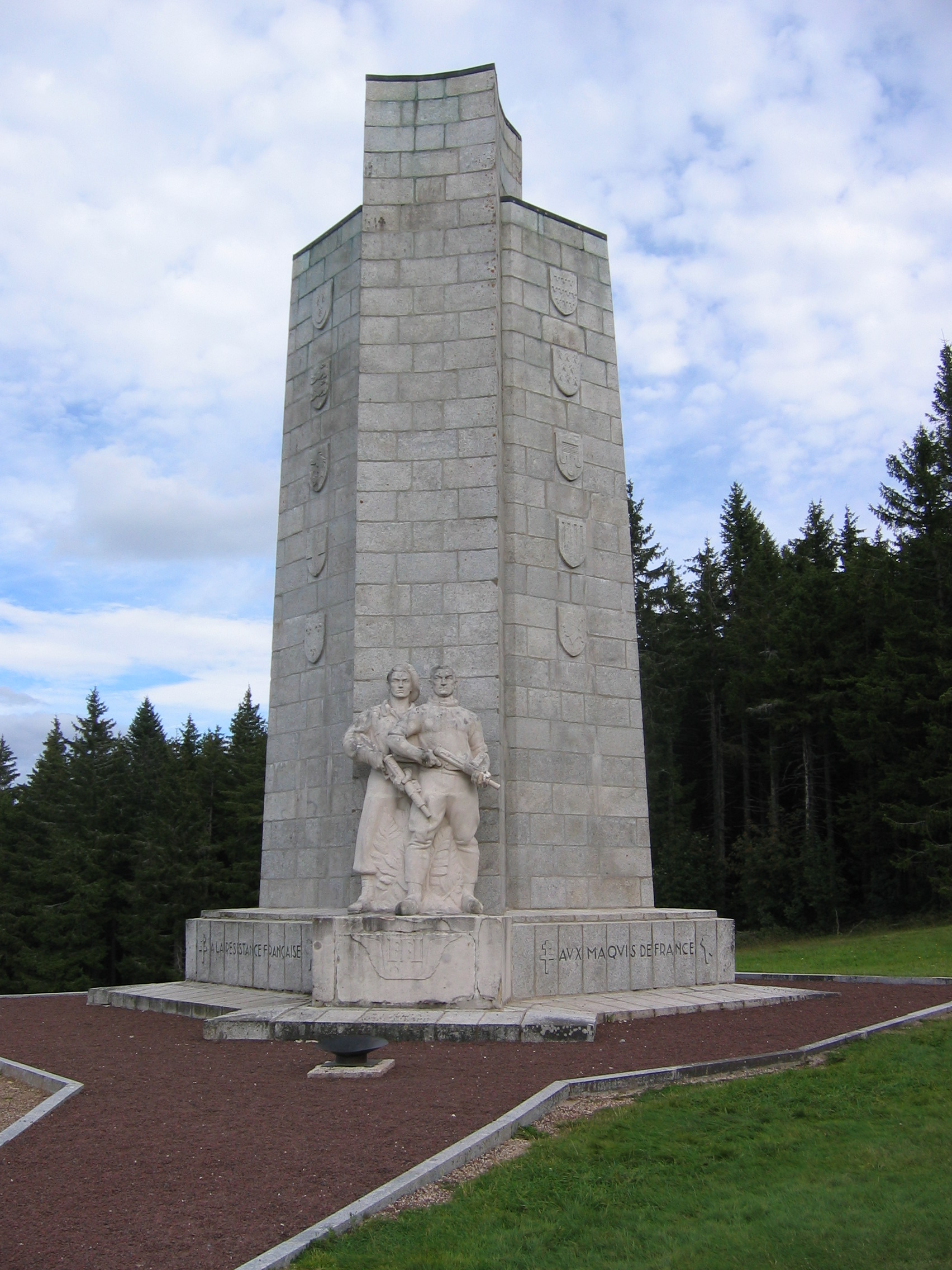
Mémorial de la Résistance au mont Mouchet.

En octobre 1939, son père, ancien combattant engagé volontaire en 1917, gazé à Ypres fut « affecté spécial » de la défense nationale à Brioude. Là, il entraîne ses enfants à disparaître sans laisser de traces, en simulant des rafles de la Gestapo ou de la Milice. Il enseigne à ses enfants la méfiance et le « pessimisme actif ».
À la rentrée 1943, Claude entre en lettres supérieures (hypokhâgne) au lycée Blaise-Pascal de Clermont-Ferrand comme interne. À 18 ans, il devient membre des Jeunesses communistes (alors clandestines) et l’un des organisateurs de la Résistance de Clermont-Ferrand. Il participe à la lutte clandestine, puis aux combats des maquis d’Auvergne à la Margeride, au mont Mouchet, aux embuscades dans le Cantal et dans la Haute-Loire, pour retarder la remontée des troupes allemandes vers la Normandie, lors de l'été 1944. Il fut homologué FFI pour la période du 2 avril au 22 août 1944 passée au sein des Mouvements unis de la Résistance, FFI d'Auvergne, une des unités combattantes reconnues dans le Puy-de-Dôme.

### Philosophie
Après la Libération, sa famille revient vivre à Paris. Lanzmann, qui a retrouvé sa mère et le compagnon de celle-ci, Monny de Boully, est admis en janvier 1945 en première supérieure (khâgne) au lycée Louis-le-Grand. Il y rencontre Jean Cau, avec qui il noue une grande amitié. Ayant échoué au concours d'entrée à l'École normale supérieure, il s'inscrit en licence de philosophie à la Sorbonne. Il choisit les « possibles et les incompossibles » chez Leibniz comme sujet de son diplôme d'études supérieures.
En 1947, sur les conseils de son ami Michel Tournier, Claude Lanzmann étudie la philosophie à l'université Eberhard Karl de Tübingen, en Allemagne : il veut voir « les Allemands en civil »[réf. souhaitée]. Puis, en 1948, il obtient un poste de lecteur à l'université libre de Berlin, en secteur américain.
Claude Lanzmann se découvre des talents et un goût de pédagogue, comme il le dit, « mêlant en une torsade unique Le Rouge et le Noir et L'Être et le Néant ». La parution des Réflexions sur la question juive de Sartre en 1947 fut pour lui un événement fondateur et devient le fondement d'un séminaire sur l'antisémitisme qu'il organisa à la demande des étudiants. Il se convainc que les thèses de Sartre doivent être dépassées, ce qui sera l'une des raisons de son premier voyage en Israël en 1952. Voulant dénoncer la faiblesse de la dénazification au sein de l'université, il publie en 1949 deux articles dans le Berliner Zeitung, journal de la RDA, ce qui lui vaut de quitter ses fonctions officielles.

### Journaliste

#### France DimancheetFrance-Soir
À son retour en France, il devient pigiste pour le groupe de presse de Pierre Lazareff, le magazine Elle, créé et dirigée par son épouse Hélène Lazareff, France-Soir et son édition dominicale France Dimanche. Il est aussi « nègre » et « rewriter » dans ce groupe de presse. Il restera pigiste pour ce groupe pendant vingt ans, en particulier en mai 1958 quand il se rendra en Corée du Nord. 
Il propose fin 1951 un reportage sur la vie en Allemagne de l'Est, où il part avec l’accord de Lazareff, en se recommandant du Monde, ramenant une dizaine d’articles que la direction de France-Soir refuse, "après beaucoup d’hésitations" car ce n'est "pas assez grand public" et "jugé trop favorable au bloc de l’Est", mais qu'il publie finalement (L'Allemagne derrière le Rideau de fer) dans le journal Le Monde en janvier 1952. Il apprend par son ami Jean Cau que Sartre les a trouvé intéressant et il va le voir à une conférence sur Kafka, où ce dernier lui demande de participer aux réunions des Temps modernes, place Saint-Germain-des-Prés. Cinématographique ou littéraire, la critique y est "tournante".

#### Les Temps modernes

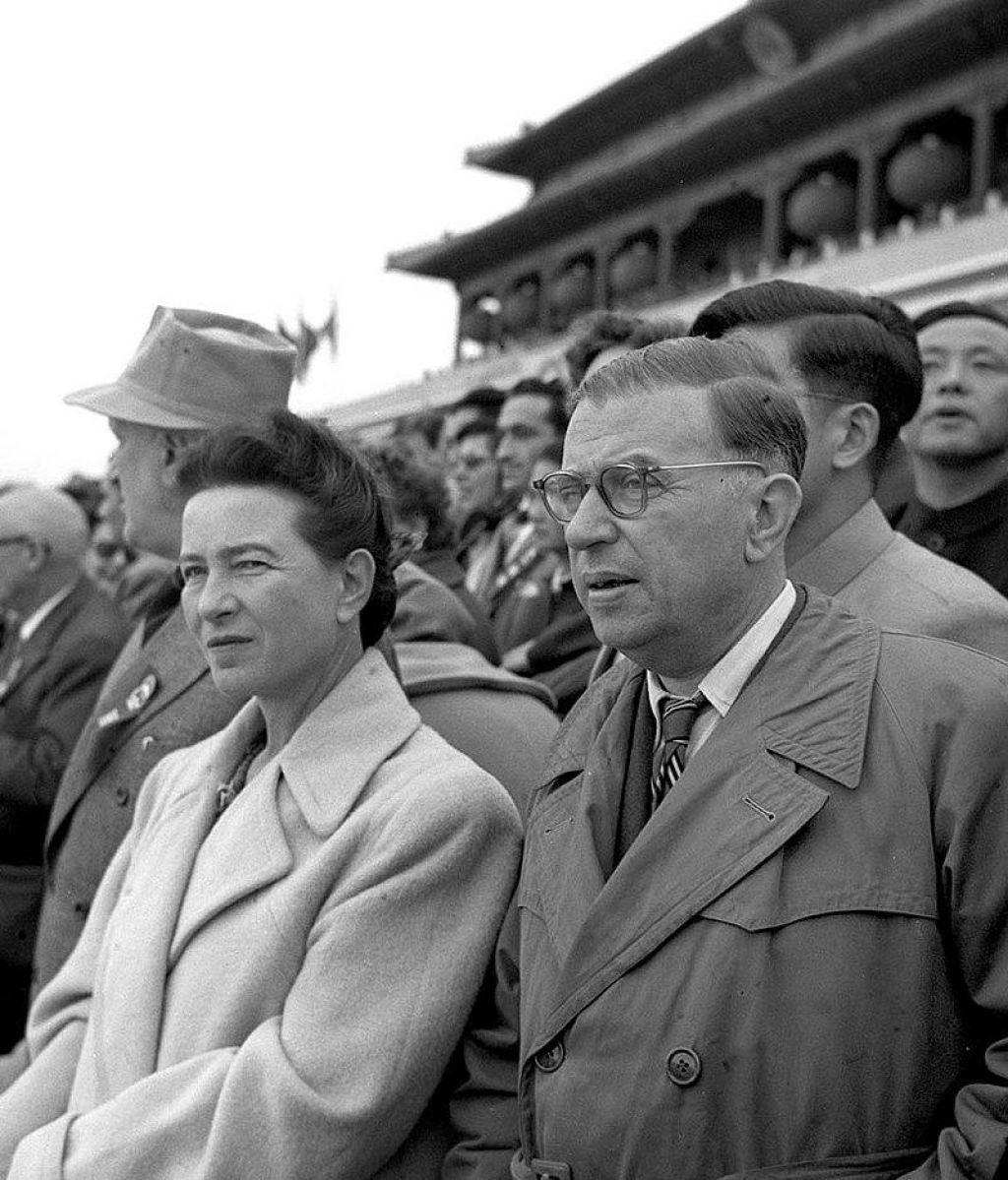
Simone de Beauvoir et Jean-Paul Sartre à Pékin sur la place Tiananmen le 1er octobre 1955.

Son premier article parait dans Les Temps modernes. Il est titré "Sur la liberté de la presse", avec le pseudonyme de David Gruber,, car il souhaite rester rewriter à France-Soir, "publié aussitôt", dans le numéro d'avril. C'est une réflexion sur "la nature de la presse", inspirée par son expérience chez Lazareff et qui conclut sur "les possibilités vertigineuses de la propagande". La revue Esprit en fait un compte rendu "enthousiaste". Diplômé de philosophie, il devient l'ami de Simone de Beauvoir et Jean-Paul Sartre.
Le 27 avril 1959, il publie un long article sur la fuite du dalaï-lama du Tibet, dans Elle à la demande de sa fondatrice Hélène Lazareff qui pressentait l'importance de l’événement.
Claude Lanzmann succède à Simone de Beauvoir comme directeur de la revue en 1986. En 1987, il présente dans Les Temps Modernes l'attribution du massacre de Katyń aux Soviétiques comme de la « propagande nazie ».

### Engagement politique
Son engagement anticolonialiste le confronte à la peine capitale. Il fait partie des dix inculpés, parmi les signataires du manifeste des 121 titré « Déclaration sur le droit à l’insoumission dans la guerre d’Algérie », qui dénoncent la répression en Algérie en 1960. En 1967, il prend une grande part à l'élaboration du fameux numéro des Temps modernes intitulé Le conflit israëlo-arabe.
Jusqu’en 1970, Claude Lanzmann partage ses activités entre Les Temps Modernes, et le journalisme. Il écrit de nombreux articles et reportages. En 1986, après la mort de Simone de Beauvoir, il deviendra responsable de la revue Les Temps Modernes.

### Réalisateur

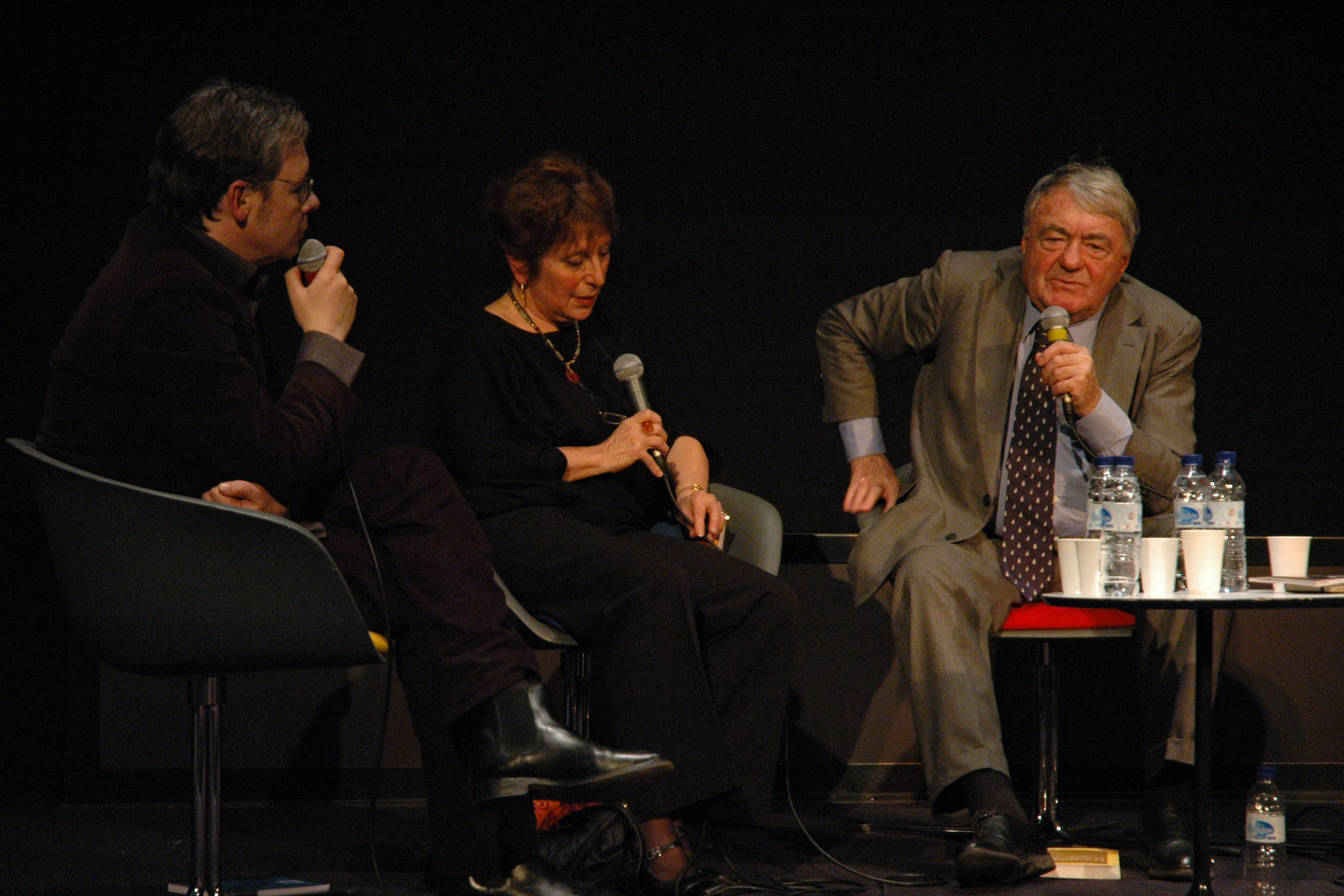
Claude Lanzmann lors de la table ronde « Un vivant qui parle » à la Cinémathèque française le 12 janvier 2008.

À partir de 1970, Claude Lanzmann se consacre au cinéma. Son premier film, Pourquoi Israël, sort en 1973 et détaille déjà la méthode Lanzmann : film mosaïque avec des entretiens originaux, où l'interviewer, Lanzmann lui-même, est autant acteur que metteur en scène.
Dès qu'il a fini ce film, Lanzmann se plonge dans ce qui va devenir Shoah : il y consacre 12 ans de travail (recherche documentaire, recherche des survivants, des bourreaux, des témoins, une dizaine de campagnes de tournage et presque 6 ans de montage, avec la monteuse Ziva Postec), avant que le film ne sorte en 1985. D'une durée de plus de 9 heures, Shoah est considéré comme un monument du cinéma : sans image d'archives, il parvient à dire l'indicible sur le génocide.
Neuf ans plus tard, en 1994, sort le film Tsahal dont le questionnement est : l’armée israélienne est-elle une armée comme les autres ? Ce documentaire de 5 heures fait l'objet de vives polémiques. Il est jugé tendancieux et apologétique par ses détracteurs, qui lui reprochent notamment son manque de distance vis-à-vis du discours tenu par l'armée israélienne sur elle-même, ainsi que son silence au sujet de la guerre du Liban — un conflit qui a pourtant suscité de vifs débats en Israël même,. Pour la sortie en DVD du film en 2008, l'anniversaire des 60 ans de l'État d'Israël, Lanzmann tourne Lights and Shadows, un entretien d'une quarantaine de minutes avec Ehud Barak.
Pour réaliser Shoah, Lanzmann a tourné 350 heures de film entre 1974 et 1981. La quasi-totalité des rushs exploitables (approximativement 220 heures) sont disponibles à l'USHMM. Plus tard, à partir de ces rushs non utilisés dans Shoah et d'images tournées spécifiquement pour les films, Claude Lanzmann a réalisé quatre films autour de quatre personnages : Maurice Rossel (dans Un vivant qui passe en 1997), Yehuda Lerner (dans Sobibor, 14 octobre 1943, 16 heures en 2001), Jan Karski (dans Le Rapport Karski en 2010) et Benjamin Murmelstein (dans Le Dernier des injustes en 2013).
En 2016, lors de la diffusion du documentaire d'Adam Benzine (en) Claude Lanzmann, porte-parole de la Shoah, Lanzmann, qui s'insurge contre l'utilisation par d'autres d'images qu'il n'a pas utilisées dans ses films, dit : « Je vais bientôt en sortir quatre autres. » Deux de ces films sont Napalm (qui traite de la Corée du Nord, relatant des événements narrés dans Le Lièvre de Patagonie), sorti en 2017, et Les Quatre Sœurs (sur les horreurs subies par quatre femmes dans les camps, notamment à cause du Dr Mengele), sorti en 2018.

### Vie privée

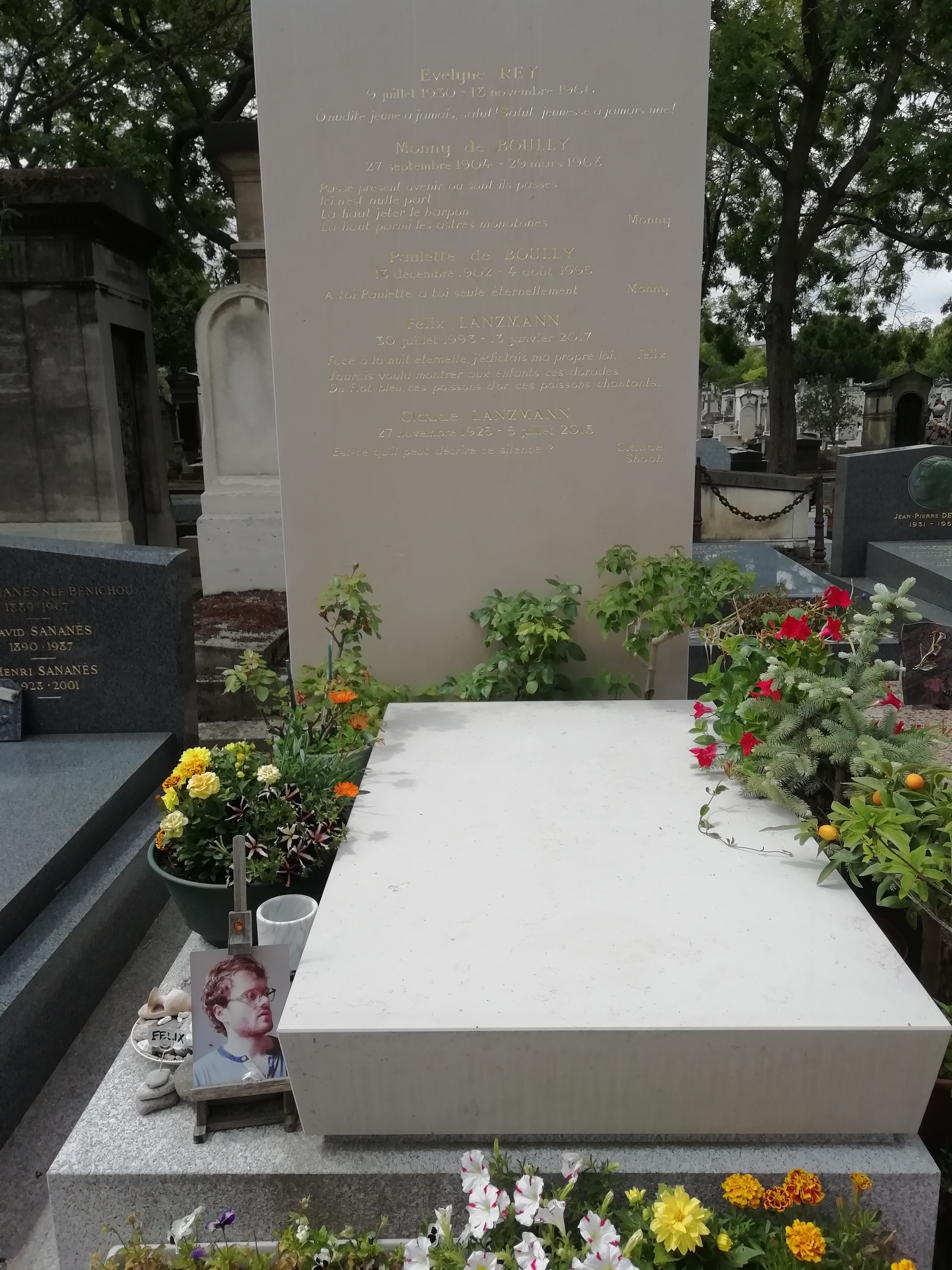
Tombe de la famille Lanzmann dans le carré juif du cimetière du Montparnasse (division 5). L'épitaphe de Claude Lanzmann est une phrase extraite de Shoah : « Est-ce qu'il peut décrire ce silence ? ».

À partir de juillet 1952, il vit une histoire d'amour avec Simone de Beauvoir. Malgré leur rupture en 1959, il demeurera très proche d’elle jusqu'à sa mort en 1986.
En 1963, il épouse l'actrice Judith Magre, dont il divorce en 1971. Cette même année, il s'unit à la romancière allemande Angelika Schrobsdorff (1927—2016) puis, en 1995, il épouse Dominique Petithory.
Claude Lanzmann a deux enfants : Angélique Lanzmann et Félix Lanzmann. Ce dernier, fils de Dominique Lanzmann-Petithory, étudiant normalien, est mort du cancer en 2017. Une lettre à son chirurgien narrant son combat contre la maladie, suivie de quelques fragments datés, est publiée par Les Temps modernes dans un numéro qui lui est dédié. Il est inhumé au cimetière du Montparnasse.
Claude Lanzmann meurt le 5 juillet 2018 à l'hôpital Saint-Antoine de Paris, le lendemain de la sortie au cinéma des Quatre Sœurs. Son éditeur déclare qu'il était affaibli les derniers jours, en rajoutant que le cinéaste-journaliste était très affecté depuis la mort de son fils. Il avait fait sa dernière apparition publique à la clôture du festival de Cannes 2018,. Le 12 juillet 2018, Claude Lanzmann est inhumé au cimetière du Montparnasse (5e division), dans la même tombe que son fils Félix - et dans le même cimetière que Simone de Beauvoir, dont il fut le compagnon.

## Controverses et accusations

### Controverses
Intellectuel très engagé, Claude Lanzmann s'est retrouvé au cœur d’innombrables controverses, d'abord comme responsable de la revue Les Temps modernes, dont il a fait partie pendant 66 ans et qu’il a dirigée pendant 32 ans, ensuite comme défenseur d'Israël, de la mémoire de Sartre et des mouvements qu'il avait initiés.

#### Le massacre de Katyń
En février 1987, Lanzmann écrit dans le « Rapport du maitre-forestier May », dans le no 487 des Temps modernes, que la grande majorité des historiens s’accordent sur l'absence de responsabilité soviétique au massacre de Katyń. Il fait référence à la découverte de munitions et de revolvers allemands sur et autour des cadavres polonais, qui déclenchèrent une longue polémique autour des responsables du massacre.
En 1988, à la suite de ces écrits, Lanzmann est pris à partie par Jean-François Revel dans La Connaissance inutile qui l’accuse d’avoir des positions pro-soviétiques, dans la ligne de la fameuse apostrophe de Sartre (« il ne faut pas désespérer Billancourt ») :
« L'ignorance volontaire du passé entraîne la falsification du présent. »
En 1990, les Allemands seront définitivement innocentés lorsque Mikhaïl Gorbatchev reconnaît publiquement l'implication du NKVD dans les meurtres de masse de Katyń.

#### Mort de Mohammed Al Durah
Lors des événements ayant conduit à la mort d'un jeune Palestinien, Mohammed Al Durah, Claude Lanzmann réagit dans un article du Monde, en ces termes : « Ce qui me révolte personnellement dans cette histoire, c'est que cette mort a été filmée en direct par le cameraman arabe d'une chaîne française de télévision. »

#### Avec Raymond Barre
Dans le quotidien Libération, le 6 mars 2007, Claude Lanzmann « accuse Raymond Barre d’être antisémite », à la suite d'une entrevue que celui-ci a accordée à France Culture le 20 février 2007, interview diffusée le 6 mars 2007. Raymond Barre déclarait dans cet interview « Un attentat odieux qui voulait frapper des israélites qui se rendaient à la synagogue et qui a frappé des Français innocents qui traversaient la rue Copernic» (SIC).
Raymond Barre répond à ces critiques le même jour, sur RTL : « Il y a une clique qui depuis 1979 me poursuit pour me faire apparaître antisémite. »

#### Avec Yannick Haenel
En janvier 2010, Claude Lanzmann s'élève vivement contre le roman de Yannick Haenel, Jan Karski, lui reprochant sa lecture biographique et les citations d'entretiens avec Jan Karski pour le film Shoah.

#### Sur les harkis
En 2011, il publie un numéro spécial des Temps Modernes sur les anciens harkis, où il revient sur des propos tenus en 1961, les appelant « les chiens de l’humaniste Papon »,,.

#### Avec Michel Onfray
En 2012, il engage la polémique avec Michel Onfray en faisant publier un véritable réquisitoire de 60 pages dans la revue Les Temps Modernes qu'il dirige. « L'objet du délit n'est ici pas son texte sur Jean Soler, mais sur L'Ordre libertaire, ouvrage paru en janvier tout à la gloire d'Albert Camus… et très critique envers Jean-Paul Sartre, fondateur des Temps Modernes. »

#### Sur Elie Wiesel
Le 3 juillet 2016, lendemain de la mort d'Elie Wiesel, Claude Lanzmann déclare à France Inter, en se référant de façon erronée au livre Être sans destin d'Imre Kertész, qu'Elie Wiesel (contrairement à ce qu'il dit dans La Nuit) n'a été que quatre jours à Auschwitz — en réalité, à la page 166 d'Être sans destin, Kertész parle de lui-même lorsqu'il écrit : 

« Quel ne fut pas mon étonnement quand, par la suite, j'ai fait le compte, mais le fait était là : je n'ai passé en tout et pour tout que trois jours entiers à Auschwitz. Au soir du quatrième jour, j'étais de nouveau dans un train, dans l'un de ces wagons à bestiaux que je connaissais déjà. La destination — comme nous l'apprîmes — était “Buchenwald”. »

En outre, Lanzmann fait grief à Wiesel de ne pas l'avoir encouragé quand il lui annonça son projet de réaliser son film Shoah et de ne pas avoir accordé d'éloges à ce film après l'accueil « triomphal » (dixit Lanzmann) qu'il avait reçu. Ces propos valent à Lanzmann, de la part du magazine d'orientation juive communautaire Alliance, le reproche de s'être « livré à un exercice d’ignominie, d’exécution et de petitesse consternante ».

### Accusations d'agressions sexuelles
Claude Lanzmann fait l'objet d'accusations publiques dans plusieurs cas d'agression sexuelle.
Aucune desdites accusations n'a été avérée ni fait l'objet de poursuite.
En 2012, il a été entendu à l'aéroport, à la suite de la réaction d'une employée de sécurité de l'aéroport de Tel Aviv,, qui expliquait avoir été embrassée de force par Claude Lanzmann. Claude Lanzmann a répondu sur cet incident le lendemain même dans un article publié dans Le Monde.
Le 18 octobre 2017, au début du mouvement MeToo, la journaliste néerlandaise Joyce Roodnat raconte comment, alors qu’elle était venue interviewer Claude Lanzmann chez lui en 1985 au sujet du film Shoah, le cinéaste lui avait imposé des contacts physiques non consentis. Elle réitère ses accusations sur la chaîne de télévision néerlandaise NPO, en ajoutant que deux autres femmes journalistes lui ont dit avoir subi les mêmes procédés de la part de Lanzmann,,,,.
En Allemagne, la journaliste Natascha Freundel raconte dans un article que Claude Lanzmann a essayé de l’embrasser de force : « Après une interview, [il] a pressé ses lèvres de 84 ans sur ma bouche. C'était répugnant. »

## Filmographie

### Réalisateur
- 1967 : Sartre inédit, coréalisé avec Madeleine Gobeil-Noël[60].
- 1972 : Pourquoi Israël
- 1985 : Shoah
- 1994 : Tsahal
- 1997 : Un vivant qui passe
- 2001 : Sobibor, 14 octobre 1943, 16 heures
- 2008 : Lights and Shadows
- 2010 : Le Rapport Karski
- 2013 : Le Dernier des injustes
- 2017 : Napalm
- 2018 : Les Quatre Sœurs[61]

### Scénariste
- 1970 : Élise ou la Vraie vie (co-scénariste)

### Acteur
Lanzmann apparaît (en plus de son rôle d'intervieweur dans ses propres films) dans les documentaires suivants :
- 1988 : Hôtel Terminus, réalisé par Marcel Ophüls
- 1996 : The Meaning of Documenting : Claude Lanzmann and Tsuchimoto Noriaki, réalisé par Osamu Wakatsuki
- 2001 : Autopsie d’un mensonge, le négationnisme, réalisé par Jacques Tarnero
- 2008 : C'est dur d'être aimé par des cons, réalisé par Daniel Leconte
- 2008 : Simone de Beauvoir, une femme actuelle, réalisé par Dominique Gros

## Publications
- L'Oiseau n'a plus d'ailes… Les lettres de Peter Schwiefert, Gallimard, Paris, 1974, 181 p.  (ISBN 978-2070288007) Lettres éditées, présentées, annotées (avec textes de liaison) par Claude Lanzmann[62].
- Shoah, Fayard, Paris, 1985, 254 p.  (ISBN 978-2213016122) Texte intégral du film, paroles et sous-titres, avec une préface de Simone de Beauvoir.
- Au sujet de Shoah, Belin, Paris, 1990, 448 p.  (ISBN 978-2-7011-5894-5) (édition de poche)[63] Recueil collectif d'articles au sujet du film, dont certains rédigés par Claude Lanzmann lui-même.
- Un vivant qui passe : Auschwitz 1943 - Theresienstadt 1944, Mille et une nuits, Paris, 1997, 62 p.  (ISBN 978-2842051877) Texte intégral du film, avec une préface de Claude Lanzmann.
- Sobibor, 14 octobre 1943, 16 heures, Cahiers du cinéma, 2001, 79 p.  (ISBN 978-2866423117). Texte intégral du film, paroles et sous-titres, avec une préface de Claude Lanzmann et une postface d'Arnaud Desplechin.
- Le Lièvre de Patagonie, Gallimard, 2009, 550 p.  (ISBN 978-2-07-012051-2). Les Mémoires de Claude Lanzmann (prix Saint-Simon 2009). Voir les critiques de Philippe Sollers[64], de Josyane Savigneau[65] ainsi que d'Ingrid Galster[66].

- La Tombe du divin plongeur, Paris, Gallimard, 2012, 448 p.  (ISBN 978-2-07-013441-0)[67]. Recueil d'articles, préfaces, discours etc. rédigés (choisis et mis en forme) par Claude Lanzmann tout au long de sa vie (cf. la préface du livre). Voir les critiques de Jérôme Garcin[68] et de Pierre Testard[69].
- Le Dernier des injustes, Paris, Gallimard, 2015, 144 p.  (ISBN 978-2-07-010670-7) Texte intégral du film, incluant des illustrations et photos tirées du film, avec une introduction de Claude Lanzmann.

## Distinctions

### Prix et honneurs
- 1985 : Prix Anti-Raciste présenté par la LICRA.
- 1985 : Prix Spécial Los Angeles Film Critics Association pour "Shoah" et sa contribution à "illuminer l'un des chapitres les plus sombres de l'histoire Humaine."
- 1986 : César d'honneur de l'Académie des arts et techniques du cinéma.
- 1986 : B'Nai B'Rith Anti-Defamation League - Torch of Liberty Award.
- 1986 : Prix IDA - International Documentary Achievement pour "Shoah".
- 1986 : Prix Flaherty Documentary Award présenté à Claude Lanzmann par The British Academy of Films & Television Arts
- 1986 : Kansas City Film Critics Circle Awards.
- 1986 : Prix du Meilleur Documentaire - Festival de Rotterdam.
- 1987 : Prix Adolf Grimme (médaille d'or).
- 1987 : Prix George Foster Peabody de l'Université de Georgia.
- 1988 : Docteur ''honoris causa'' de l'Université d'Adelphi.
- 1988 : Prix Henrietta Szold présenté à Claude Lanzmann par Hadassah, Organisation des femmes sionistes d'Amérique.
- 1998 : Membre de l'Académie des arts de Berlin[70]
- 1999 : Docteur honoris causa de l'université hébraïque de Jérusalem.
- 1999 : Prix United Jewish Communities - Prime Minister Mission.
- 2001 : Prix "Life Achievement award" remis par la cinémathèque de Jérusalem pour l'ensemble de son oeuvre.
- 2001 : Prix Yad Vashem "Remembrance is the secret of Redemption" pour sa contribution à la mémoire de l'Holocauste.
- 2005 : Docteur honoris causa de l'université d'Amsterdam.
- 2006 : Prix Louis Blum attribué par le Conseil représentatif des institutions juives de France (CRIF).
- 2007 : Prix Walter Veltroni du Syndicat de Rome pour l'ensemble de son oeuvre.
- 2008 : Prix Galileo pour la culture, Florence.
- 2009 : Grand prix de littérature Henri-Gal pour Le lièvre de Patagonie.
- 2010 : Prix littéraire du journal Die Welt pour l’ensemble de son œuvre.
- 2013 : Ours d'or d'honneur pour l'ensemble de son œuvre lors de la Berlinale 2013[71].
- 2013 : Prix de la ville de Seville - Festival du film Européen de Séville pour l'ensemble de son oeuvre.
- 2015 : Prix Haifa International Festival - Lifetime Award.
- 2017 : Prix honorifique du festival de Saint Petersbourg "For the contribution to the art of cinema, for unprecedented courage and precision in depicting the events of the 20th century."

### Décorations
- Grand officier de la Légion d'honneur (2011)[72] (commandeur en 2006)
- Grand-croix de l'ordre national du Mérite[73] (grand officier en 2008)
- Médaille de la Résistance française (décret du 31 mars 1947)[74]
- Croix d'officier de l'ordre du Mérite de la république fédérale d'Allemagne (2015).

### Médailles honorifiques
- Médaille honorifique de la Ville de Jérusalem (1987), remise par Yitzhak Rabin, Ministre de La Défense Israélienne.
- Médaille de la Ville de Paris (2009).

### Filmographie
- 2009 : Claude Lanzmann, il n'y a que la vie, réalisé par Sylvain Roumette
- 2015 : Claude Lanzmann: Spectres of the Shoah, réalisé par Adam Benzine (en)